# Liebe hinter geschlossenen Vorhängen
Liebe hinter geschlossenen Vorhängen ist ein deutscher Fernsehfilm der Frühling-Filmreihe von Thomas Jauch, der am 2. Februar 2020 erstmals im ZDF ausgestrahlt wurde.
Der Film erzählt die Geschichte der Dorfhelferin Katja Baumann, gespielt von Simone Thomalla, die Familien in Notsituationen zur Seite steht und gleichzeitig versucht Frühling in die Herzen der Menschen zu tragen. Es ist der 26. Film einer Reihe, in deren Mittelpunkt die Menschen des Ortes mit Namen Frühling stehen.
Christoph M. Ohrt und Kristo Ferkic sind als Vater-Sohn-Gespann Jan und Adrian Steinmann besetzt, Jan Sosniok als Tom Kleinke und Aniya Wendel als dessen Tochter Nora. Johannes Herrschmann ist in der wiederkehrenden Rolle als Pfarrer Sonnleitner zu sehen und Caroline Ebner als Ärztin Dr. Schneiderhahn sowie Julia Beautx als Lilly Engel. Die Haupt-Gaststars dieser Folge sind Luisa Wöllisch, Maximilian Klas, Carin C. Tietze, Wolfgang M. Bauer und Ricarda Seifried.

## Handlung
Durch einen schweren Busunfall sind mehrere Familien aus Frühling zu Schaden gekommen und Dorfhelferin Katja Baumann hat viel zu tun. So sind die Eltern der vom Down-Syndrom betroffenen Mila Steinmüller verletzt und müssen im Krankenhaus bleiben. Auch Nora Kleinke, deren Mutter vor nicht allzu langer Zeit bei einem Unfall ums Leben gekommen war, ist schwer verletzt. Adrian Steinmann, der im Krankenhaus arbeitet, gibt sich eine Mitschuld, weil er sich gerade von ihr getrennt hatte. Er möchte ihr deshalb in dieser schweren Situation beistehen und bittet seine neue Freundin, Lilly Engel, dies zu verstehen. Für Lilly ist das ein Schock und sie tröstet sich auf der Arbeit, denn seit kurzem hilft sie mit im Dorfhelferinnenbüro. Auch ein kleiner Hund, der ihr zugelaufen ist, lenkt sie ein wenig ab. Eine Suchmeldung führt zur Besitzerin, der sie das Tier nach ein paar Tagen wieder zurückgeben kann. Der Hund gehört Greta Zerbe, die mit „Scout“ im Bus war, der dann nach dem Unfall weglief.
Kaja Baumann kümmert sich um Mila Steinmüller und den Hof der Eltern, solange diese im Krankenhaus sind. Milas Mutter ist ganz stolz, dass ihre Tochter trotz ihrer Behinderung sehr selbstständig und auch selbstbewusst ist. Dennoch kann Mila nicht vollständig ohne Betreuung bleiben. Neben Katja kümmert sich auch der Erzieher Sascha Angerbauer um sie. Sie arbeitet gemeinsam mit diesem im Kindergarten und Katja spürt sehr schnell, dass zwischen den beiden mehr als nur reine Kollegialität besteht. So stellt sich bald heraus, dass Mila schwanger ist. Für ihre Eltern kommt nur eine Abtreibung in Frage und auch Sascha ist nicht bereit Verantwortung zu übernehmen. Erst nachdem Katja ihm ordentlich ins Gewissen geredet hat, besinnt er sich und unterstützt Mila bei ihrer Entscheidung, das Kind bekommen zu wollen.
Die Busfahrerin hingegen macht sich große Vorwürfe, einen Fehler begangen und den Unfall verursacht zu haben. Sie leidet nicht nur unter diesen Selbstzweifeln, sondern auch unter den Vorwürfen ihres Vaters, dem das Busunternehmen gehört. Als sich aber herausstellt, dass ein technischer Defekt vorlag, ist die Frau erleichtert und auch ihr Vater überzeugt sich von den fahrerischen Fähigkeiten seiner Tochter, nachdem Pfarrer Sonnleiter ihm gehörig die Meinung gesagt hat.

## Produktionsnotizen
Die Episode wurde vom ZDF in Zusammenarbeit mit „Seven Dogs Filmproduktion“ und UFA Fiction produziert und im Rahmen der ZDF-„Herzkino“-Reihe und als 26. Folge der Frühling-Filmreihe ausgestrahlt. Die Dreharbeiten erfolgten vom 13. August bis zum 11. Oktober 2019 in der Gemeinde Hausham. Einer der Hauptdrehorte ist das „Cafe Huber“ in Bayrischzell, ein weiterer die Kurklinik in Thiersee sowie der See selbst.

## Rezeption

### Einschaltquote
Bei der Erstausstrahlung am 2. Februar 2020 wurde Liebe hinter geschlossenen Vorhängen in Deutschland von 5,71 Millionen Zuschauern gesehen, was einem Marktanteil von 16,1 Prozent entsprach.

### Kritik
Rainer Tittelbach von tittelbach.tv befand: „In ‚Hinter geschlossenen Vorhängen‘ gibt es zahlreiche emotionale Baustellen. Das Scenario fügt sich dennoch zu einem stimmigen Ganzen, weil die Handlung alle möglichen Beziehungen beeinflusst. Jeder hat sein Päckchen zu tragen. Und die Heldin muss ausnahmsweise mal nicht alles allein richten. Auch Jan muss helfen, und der Pfarrer muss sich um die Seele der Busfahrerin kümmern und seine neue Praktikantin aufmuntern. Die dichte Interaktionsdramaturgie und die emotionale Beteiligung auch aller durchgängiger Charaktere sind die Pluspunkte dieser dritten Episode. Am Ende wendet sich allerdings alles etwas zu abrupt zum Guten, werden existentielle Probleme im Handumdrehen gelöst. Das Happy End auf Biegen und Brechen ist angesichts der Schwere der Themen schon ein bisschen fahrlässig.“
Oliver Armknecht von film-rezensionen.de meinte: Die Episode „versammelt mal wieder eine ganze Reihe von tragischen Schicksalen auf engem Raum. Das Thema, wie mit Menschen mit Downsyndrom umgegangen werden kann und soll, ist wichtig, wird hier aber zu einem dramatischen Element unter vielen.“ „Da geht in dem Dorf so viel schief, haben die Leute mit so vielen Problemen zu kämpfen, dass sich das mit dem auf alltäglich getrimmten Setting beißt. Natürlich bietet sich ein Busunfall dafür an, mehrere schwere Schicksale aufzuführen. Es hat aber schon etwas Zynisches an sich, wie die Filme das immer wieder instrumentalisieren und gnadenlos ausschlachten. Das wird zuweilen richtig plump umgesetzt und extradick aufgetragen, weil man dem Publikum offensichtlich nicht zutraut, eigene Schlüsse zu entwickeln oder selbst etwas zu fühlen.“
Die Kritiker der Fernsehzeitschrift TV Spielfilm befanden: „Ethik, Moral, Schuld, Tabus, Liebe: Hier werden einige große Themen ausgepackt. Thomalla und Herrschmann halten das Ganze so herzig zusammen, dass man über die zum Teil etwas dick aufgetragene Melodramatik hinwegsieht.“ Fazit: „Dreht engagiert das große Gefühlsrad.“

## Verweise
- Liebe hinter geschlossenen Vorhängen bei IMDb
- Liebe hinter geschlossenen Vorhängen bei Fernsehserien.de
- Liebe hinter geschlossenen Vorhängen  bei crew united
- Liebe hinter geschlossenen Vorhängen zdf.de